# Pleurogonium rubicundum
Pleurogonium rubicundum is een pissebed uit de familie Paramunnidae. De wetenschappelijke naam van de soort is voor het eerst geldig gepubliceerd in 1864 door Georg Ossian Sars.